# Anton Sallaert

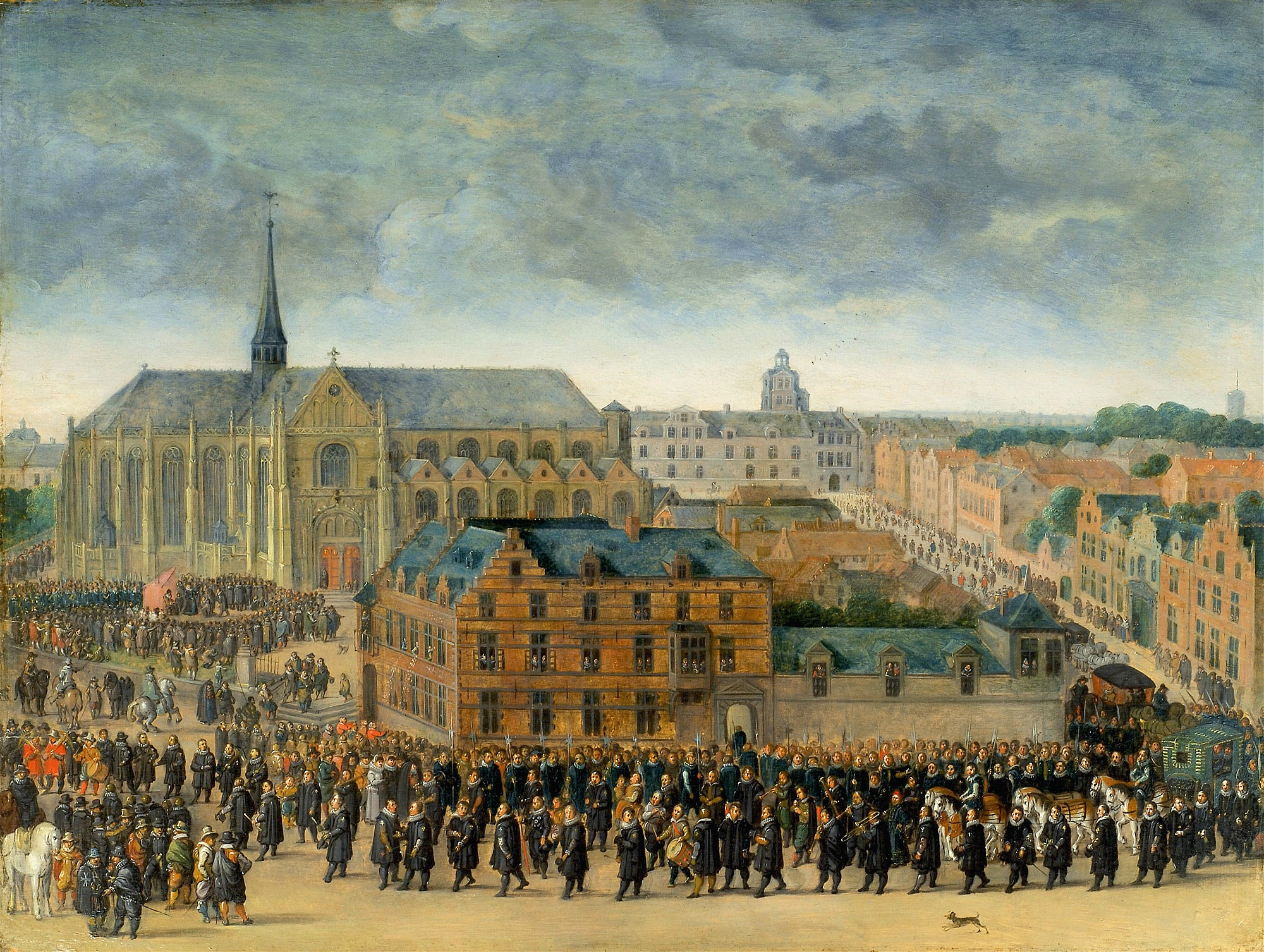
Procesión de Ommegang o del Papagayo en Bruselas el 31 de mayo de 1615, Anton Sallaert y taller, óleo sobre lienzo, Bruselas, Museos Reales de Bellas Artes de Bélgica. La procesión Ommegang a la iglesia Nuestra Señora del Sablón ponía fin a las fiestas de Nuestra Señora organizadas por el gremio de ballesteros, que incluían un concurso de tiro consistente en abatir un papagayo colocado en la aguja de la torre de la iglesia. La archiduquesa Isabel Clara Eugenia fue ese año la vencedora del campeonato, por lo que fue coronada reina de las fiestas conmemoradas en una serie de ocho óleos encargados a Denis van Alsloot, de los que al menos dos solo se conocen por las copias hechas en el taller de Sallaert.

Antoine o Anton Sallaert (Bruselas, 1594-1650) fue un dibujante y pintor barroco flamenco.

## Biografía
Bautizado el 27 de noviembre de 1594, en abril de 1606 se colocó como aprendiz de Michel de Bordeaux, o Bordux, mal conocido artista del que se sabe que participó también en la formación de Philippe de Champaigne. Consta que en 1613, el mismo año en que contrajo matrimonio con Anna Verbrughen, se inscribió como maestro en el gremio de pintores de Bruselas del que fue decano en 1633/34 y 1647/1648. En 1644 su hijo Jean-Baptiste fue admitido como maestro en el gremio de Bruselas, aunque no pasaría de ser un pintor mediocre.
En un estilo cercano al de Gaspar de Crayer y, a través de este, influido por Rubens, trabajó intensamente para los archiduques Alberto e Isabel Clara Eugenia, para el ayuntamiento y para las iglesias de Bruselas y sus alrededores, a las que proporcionó grandes cuadros de altar como la Decapitación de san Juan Bautista de la iglesia de Sint-Jan-de-Dopelkerk en Relegem o Los ángeles mandando a santa Isabel que construya una iglesia, óleo pintado hacia 1647 para la iglesia de Nuestra Señora de Alsemberg.
Proporcionó numerosos cartones para tapices, entre ellos los que componen seis series propiedad de Patrimonio Nacional, dos de ellas dedicadas a la historia de Teseo, bordadas en la manufactura bruselense de Jan Raes II entre 1620 y 1637, otras dos de la Historia de la vida del hombre, formada por un total de trece paños que comienzan con La Templanza presentada al hombre como guía que le preserve de los vicios y concluyen con El Tiempo aleja de la Vejez los placeres, y las dos últimas de los Sufrimientos de Cupido, confeccionadas en la manufactura de Franz van den Hecke de Bruselas entre 1630 y 1665. Posiblemente suyos son también los cartones empleados para la serie de ocho tapices de la vida de Cneo Pompeyo Magno conservados en la torre de la Catedral de Segovia, tejidos por los hermanos Bernart y Cristian van Bruston.